# Night Train (álbum de Keane)
Night Train é o primeiro  EP  da banda britânica Keane, lançado em 10 de Maio de 2010, no Reino Unido. O EP marca as colaborações da banda junto do rapper K'naan e a funkeira japonesa Tigarah.

## Faixas
Lista de faixas:
| N.º            | Título                                        | Compositor(es)                                                                                    | Duração |  |
| 1.             | "House Lights"                                | Tom Chaplin , Richard Hughes , Tim Rice-Oxley                                                     | 1:23    |  |
| 2.             | "Back in Time"                                | Tom Chaplin , Richard Hughes , Tim Rice-Oxley                                                     | 3:52    |  |
| 3.             | "Stop For a Minute"                           | Tom Chaplin , Richard Hughes , K'NAAN , Tim Rice-Oxley                                            | 4:06    |  |
| 4.             | "Clear Skies"                                 | Tom Chaplin , Richard Hughes , Tim Rice-Oxley                                                     | 4:53    |  |
| 5.             | "Ishin Denshin (You've Got to Help Yourself)" | Peter Barakan , Harry "Haruomi" Hosono , Ryuichi Sakamoto , Yukihiro Takahashi                    | 3:56    |  |
| 6.             | "Your Love"                                   | Tim Rice-Oxley                                                                                    | 4:36    |  |
| 7.             | "Looking Back"                                | Tom Chaplin , Carol Connors , Bill Conti , Richard Hughes , K'NAAN , Tim Rice-Oxley , Ayn Robbins | 3:46    |  |
| 8.             | "My Shadow"                                   | Tom Chaplin , Richard Hughes , Tim Rice-Oxley                                                     | 4:49    |  |
| Duração total: | Duração total:                                | Duração total:                                                                                    | 31:21   |  |